# 四川均産一揆
四川均産一揆（しせんきんさんいっき）とは、中国の宋代に起きた農民反乱。「均産」とは、一揆側がスローガンに掲げた貧富格差の是正（「均貧富」）に由来する。一揆の頭目（リーダー）の名から、「王小波・李順の乱」とも。

## 前史
965年(乾徳3年)に宋が後蜀を滅ぼした。宋は、四川地方の豊かな経済力に目をつけており、絹織物や茶など特産物の売買を統制するなど、数々の収奪を行った。

## 概要
993年(淳化4年)、従来の政府による絹・茶の売買統制だけでなく、政治的弾圧に耐えかねた人々が、茶商人の王小波をリーダーとして決起した。「均貧富」の呼びかけに、農民、中小商人、手工業者、さらには反政府的な豪族も参加したため、反乱軍は強大化した。
李順が後継者となって成都に進出して四川全域を影響下に置いた。だが、やがて優勢な宋朝軍の前に劣勢を喫し。995年(至道元年)に、時の指導者である張余が殺害されて、反乱は終焉した。